# Gonomyia (Leiponeura) extensa
Gonomyia (Leiponeura) extensa is een tweevleugelige uit de familie steltmuggen (Limoniidae). De soort komt voor in het Neotropisch gebied.